# بيه أوباوكا (كيبك)
بيه أوباوكا (بالإنجليزية: Baie-Obaoca, Quebec)‏ هي unorganized area of Canada تقع في كندا في Matawinie Regional County Municipality. يقدر عدد سكانها بـ 0 نسمة ومساحتها 1,479.61 كم2 .